# Daniel Stucki
Daniel Stucki és un futbolista suís nascut el 22 de setembre de 1981. Juga actualment com a defensa al FC United Zuric de les categories inferiors de Suïssa.